# Trevi (Rome)

Wapenschild van de wijk

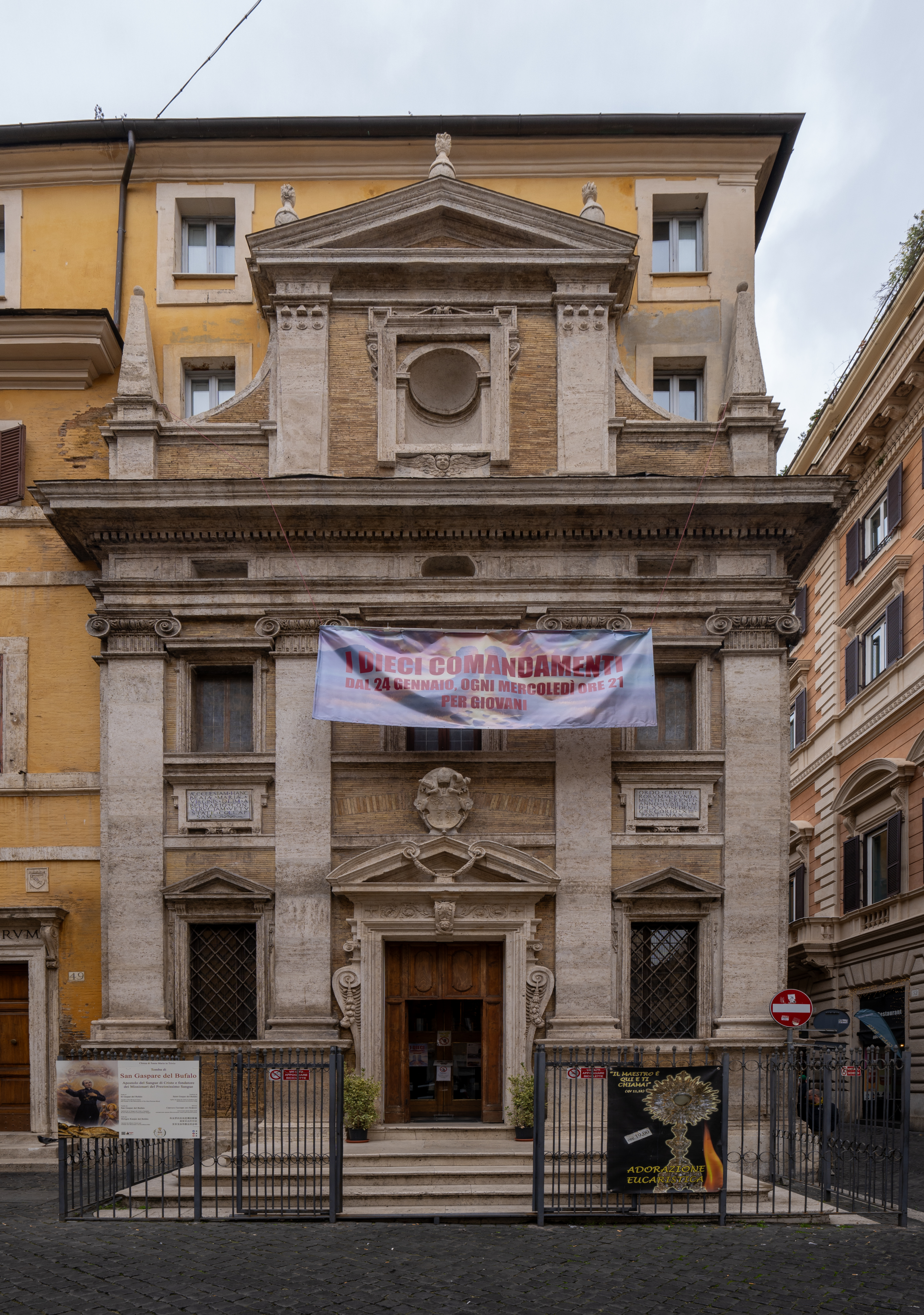
Piazza dei Crociferi, met de kerk van Santa Maria in Trivio

Trevi is de tweede wijk (rione) te Rome. Waar de naam vandaan komt is niet helemaal duidelijk, maar de meest logische verklaring is dat het is afgeleid van het Latijnse trivium, wat drie straten betekent. Er zijn namelijk drie straten die naar het Piazza dei Crociferi leiden. Het wapenschild bestaat uit drie zwaarden op een rode achtergrond.
In het Oude Rome stonden er verscheidene huizen, waarvan sommige van monumentale allure. In die tijd was de buurt in tweeën opgedeeld: een lager gelegen gebied vlak naast de Tiber en een hoger gelegen gebied in de heuvels. Het eerste was het centrum. Hier vonden dan ook bijna alle activiteiten plaats. Het tweede daarentegen was een rijke en rustige woonbuurt.
Na de val van het Romeinse Rijk verhuisden veel mensen van de heuvels naar de rivier. De verstedelijking zou zich snel uitbreiden en weldra stond de wijk aan de Tiber vol met huizen, terwijl er bijna niets meer gebouwd werd in de heuvels. Dit zou zo blijven tot de renaissance.
Vanaf de zeventiende eeuw zorgde de uitgebreide verstedelijking met nieuwe straten, kerken en fonteinen ervoor dat de wijk haast overbevolkt raakte. Dit zou zo blijven tot en met het einde van de negentiende eeuw. Het Quirinaal, gedeeltelijk gescheiden van het druk bevolkte gebied aan de Tiber, werd stilaan een machtscentrum, vooral omdat de heersende paus er verscheidene gebouwen staan had.
Napoleon besloot in 1811 om van het Quirinaal het keizerlijke centrum van Rome te maken. Dit idee is nooit tot uitvoering gebracht omdat het einde van Napoleon nabij was. De gedachte bleef echter en is zelfs gedeeltelijk uitgevoerd nadat Rome na 1870 hoofdstad werd van het verenigd Italië. Tegenwoordig zijn dan ook verscheidene ministeries in de wijk gevestigd.

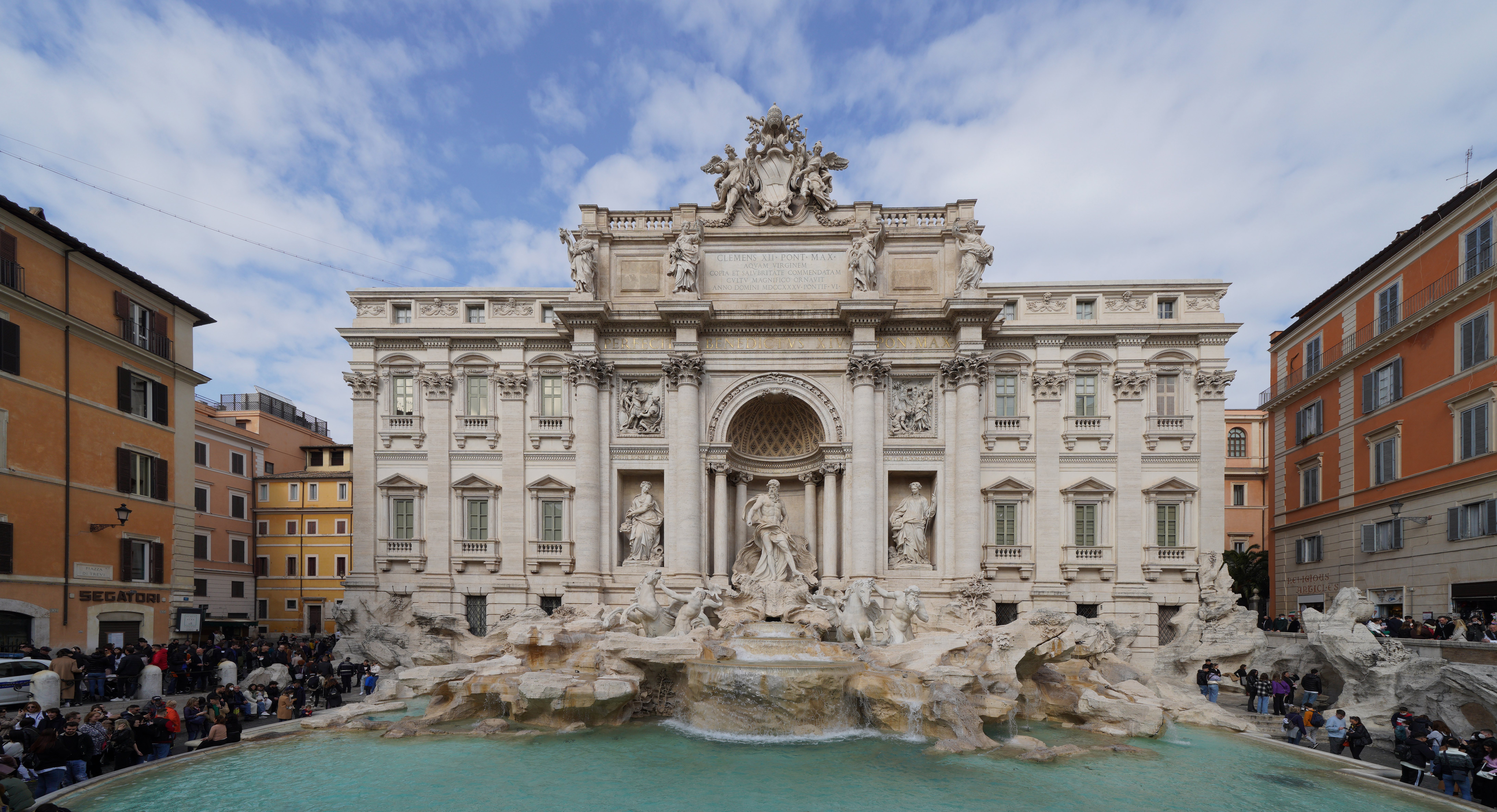
de Trevifontein: het beroemdste monument in de omtrek